# Kirchberg am Walde
Kirchberg am Walde ist eine Marktgemeinde mit 1254 Einwohnern (Stand 1. Jänner 2025) im Bezirk Gmünd in Niederösterreich.

## Geografie
Kirchberg am Walde liegt im nördlichen Waldviertel in Niederösterreich im Quellgebiet der Thaya und befindet sich am Rande der europäischen Hauptwasserscheide am Grafenteich.
Geologisch präsentiert sich das Waldviertel als eine wellige Rumpffläche des zur böhmischen Masse gehörenden Grundgebirges. Hier finden sich kristalline und metamorphe Gesteine wie Granite, Gneise oder Glimmerschiefer. Die letzte Gebirgsbildungsphase im Variszikum hat im Waldviertel vor 340 bis 300 Millionen Jahren stattgefunden. Westlich der Linie Sarmingstein-Bad Traunstein-Zwettl-Kirchberg am Walde-Kautzen zieht sich eine aus dem Intrusivgestein Granit bestehende Insel, die sich bis ins Mühlviertel und nach Tschechien fortsetzt.
Die Fläche der Marktgemeinde umfasst 37,78 km². 36,32 Prozent der Fläche sind bewaldet.
Klimatisch befindet sich Kirchberg/W in der das Waldviertel prägenden Zone des kontinental geprägtes Hochebenenklimas. Die Kirchberg am nächsten liegende Klimastation ist Zwettl.

### Gemeindegliederung
Das Gemeindegebiet umfasst folgende sechs Ortschaften (in Klammern Einwohnerzahl Stand 1. Jänner 2025):
- Fromberg (101)
- Hollenstein (158)
- Kirchberg am Walde (490) samt Froschau, Haspelhäuser und Tiergartenhäuser
- Süßenbach (183)
- Ullrichs (201)
- Weißenalbern (121)

Die Gemeinde besteht aus den Katastralgemeinden Frommberg, Hollenstein, Kirchberg am Walde, Süssenbach, Ullrichs und Weißenalbern.
Sie ist Mitglied der Kleinregion Waldviertler StadtLand.

### Nachbargemeinden
| Hoheneich   | Schrems                                     | Hirschbach |
| Waldenstein | Kompassrose, die auf Nachbargemeinden zeigt | Vitis      |
|             | Schweiggers                                 | Zwettl     |

## Geschichte
Die Gründung erfolgte durch das Geschlecht der Kirchperg, einer ritterlichen Familie aus Niederbayern, die mit einem unberodeten Waldland im heutigen Gemeindegebiet von Kirchberg/Walde belehnt wurde. Sie erhielten dieses Gebiet als Königsschenkung zu freiem Eigentum. Das Gebiet wurde zunächst in einer kleineren Größe gerodet und auf einer Anhöhe eine Burg errichtet. Da die Burg als Lehensgut alleine nicht lebensfähig war, wurden auch Siedler in die neu erworbenen Gebiete angeworben. Diese Siedler stammten hauptsächlich aus Franken und Niederbayern. So wird angenommen, dass um das Jahr 1180 am Fuße der Burg von Kirchperg die erste bäuerliche Siedlung als Angerdorf entstand. Im 12. Jahrhundert wurde Kirchberg erstmals urkundlich erwähnt. Es handelte sich ursprünglich um eine Burgkirchenanlage mit westlich anschließendem Straßenplatz. Dieser erste Burgbau, den sie auf dem Areal des heutigen Pfarrhofes errichtet hatten, wurde als festes Haus" dann Sitz der Kirchberger Nebenlinie, nachdem der zweite Burgbau beendet war. Diese Burg oder Feste Kirchberg am Walde, mit Ringmauer, Bergfried und Kapelle, wird neben Heidenreichstein und anderen Waldviertler Burgen bereits 1172 in den Zwettler Annalen als sehr gut bewehrte Feste beschrieben. Sie hatte ihre Bewährung zu bestehen, als 1176 die Böhmen unter ihrem Herzog Sobeslav 11. im Grenzkrieg gegen Herzog Heinrich 11. Jasomirgott in Osterreich einfielen und bis Zwettl vordrangen, das sie verwüsteten. Auch nach ihrem Umbau in der Renaissancezeit blieb die Burg Kirchberg unerobert und unzerstört. An ihrer Stelle und auf ihren Grundmauern erbaute Julius Graf Veterani-Mallenthein das heutige Schloss Kirchberg am Walde, das seine heutige Form Ende des 18. Jahrhunderts bekam. Der ehemalige Bergfried der Burg wurde in den Westtrakt des Schlosses integriert. Ein Pranger aus dem Jahr 1714 ist noch am Stadtplatz zu besichtigen. Von der damaligen Bedeutung im Gerichtswesen zeugt auch noch einer der besterhaltenen Galgen des Landes – aus dem späteren 18. Jahrhundert stammend – auf einer Anhöhe an der Straße vom Ort Kirchberg am Walde nach Ullrichs. Unter Denkmalschutz steht außerdem das Ehemalige Allerheiligen-Hospital – ein Bürgerspital, das in den Jahren 1715 bis 1719 als Stiftung erbaut wurde. Von 1841 bis 1848 wurde das Gebäude als Redemptoristenkloster, heute als Wohnhaus genutzt.

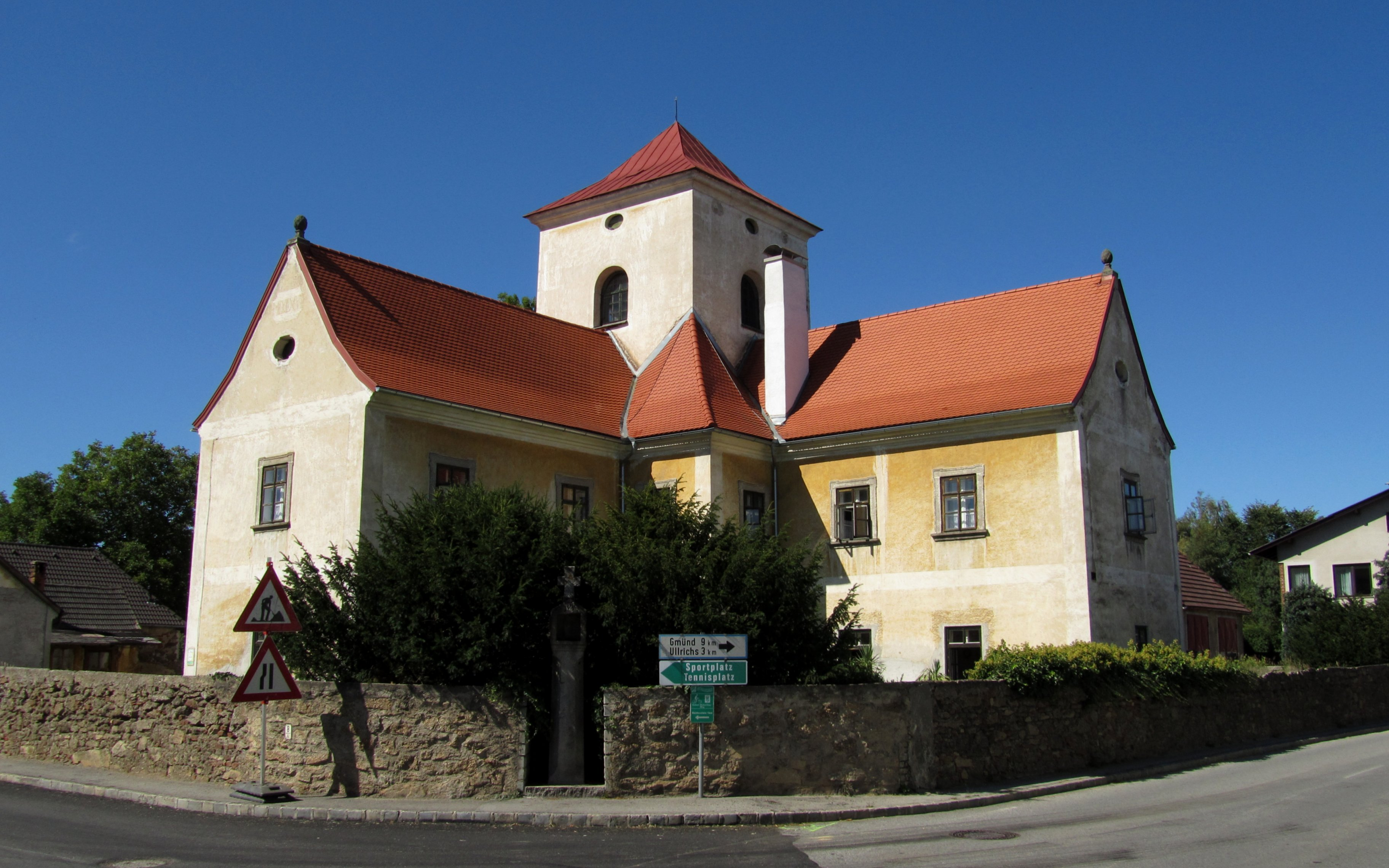
Ehemaliges Bürgerspital (2011)

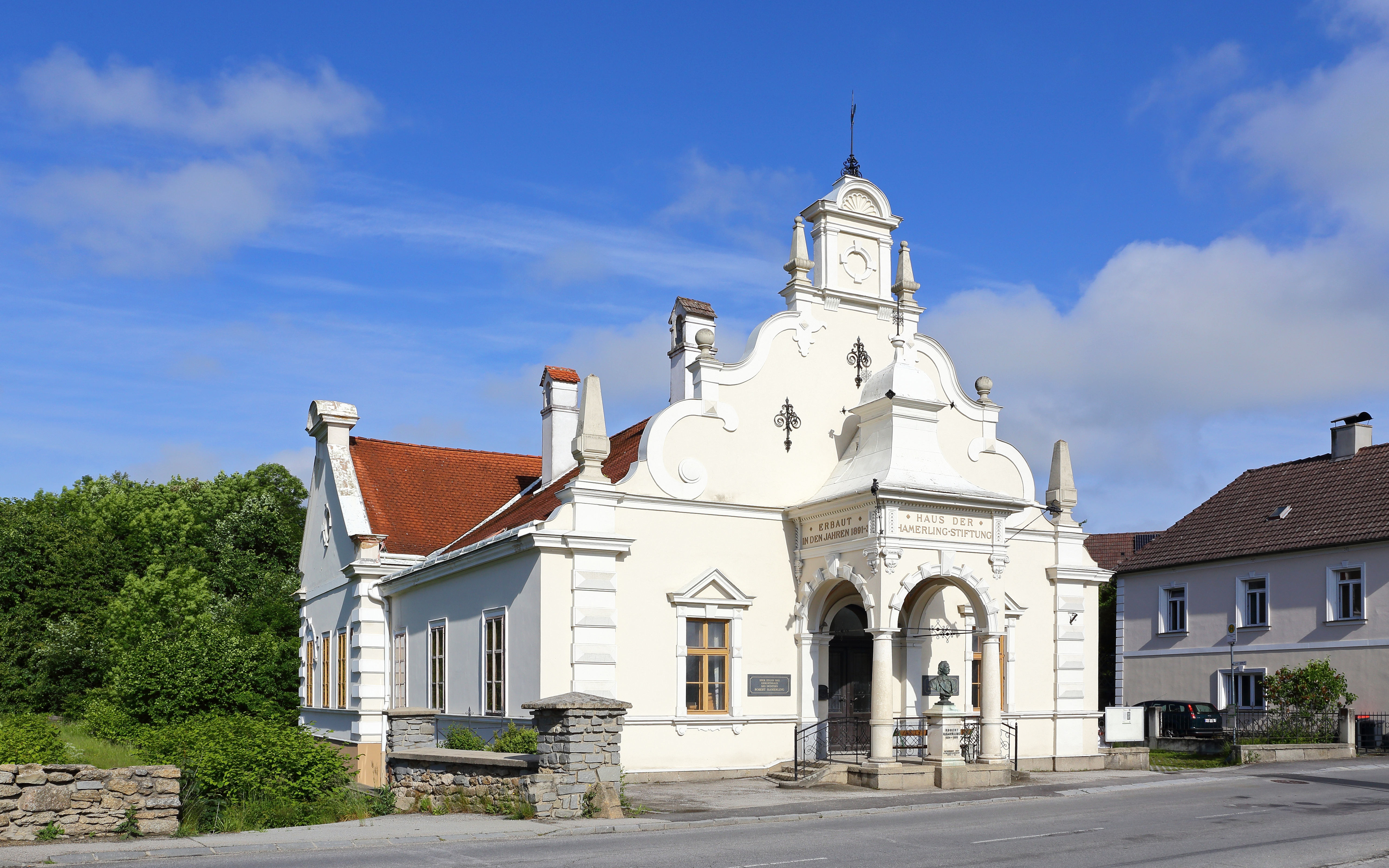
Hamerlinghaus, ehemaliges Rathaus

Ab 1580 ist Kirchberg als Markt urkundlich belegt.
Kirchberg war im 16. Jahrhundert an einem wichtigen Knotenpunkt Nord-Süd, Ost-West gelegen. Noch heute ist Kirchberg ein wichtiger Straßenkreuzungspunkt, welcher die Städte Gmünd und Schrems mit Zwettl verbindet, und dann mit gut ausgebauter Straße, der B 37 weiter über Gföhl nach Krems führt, bzw. umgekehrt so das Obere Waldviertel rasch von der Landeshauptstadt St. Pölten her erreichbar aufschließt. In Südwest-Nordostrichtung wird dieser Knoten durch die Verbindung Schweiggers–Vitis und weiter nach Waidhofen/Thaya ergänzt.
1830 wurde in der Gemeinde der Dichter Robert Hamerling als Sohn armer Weber geboren.
In der historischen Postkartensammlung der Nationalbibliothek findet man 13 alte Ansichten von Kirchberg am Walde
Im Zuge der NÖ. Kommunalstrukturverbesserung wurden zum Jahresbeginn 1967 die Gemeinden Fromberg, Hollenstein und Ullrichs eingegliedert. Die Gemeinde Weißenalbern folgte Anfang 1971, die Gemeinden Hirschbach und Süßenbach Anfang 1972. Hirschbach wurde zum Jahresbeginn 1985 wieder eigenständig.

### Einwohnerentwicklung
Seit dem Jahre 1642 ist die natürliche Bevölkerungsbewegung in den online verfügbaren Tauf-, Trauungs- und Sterbebüchern nachvollziehbar.
Seit dem Einwohnerhöchststand im Jahr 1880 nimmt die Bevölkerungszahl kontinuierlich ab. In den letzten Jahrzehnten war die Geburtenbilanz nahezu ausgeglichen, die Wanderungsbilanz jedoch negativ.
| Kirchberg am Walde: Einwohnerzahlen von 1869 bis 2025 | Kirchberg am Walde: Einwohnerzahlen von 1869 bis 2025 | Kirchberg am Walde: Einwohnerzahlen von 1869 bis 2025 | Kirchberg am Walde: Einwohnerzahlen von 1869 bis 2025 | Kirchberg am Walde: Einwohnerzahlen von 1869 bis 2025 |
| ----------------------------------------------------- | ----------------------------------------------------- | ----------------------------------------------------- | ----------------------------------------------------- | ----------------------------------------------------- |
| Jahr                                                  |                                                       |                                                       |                                                       | Einwohner                                             |
| 1869                                                  | 1869                                                  |                                                       | 2.415                                                 | 2.415                                                 |
| 1880                                                  | 1880                                                  |                                                       | 2.612                                                 | 2.612                                                 |
| 1890                                                  | 1890                                                  |                                                       | 2.463                                                 | 2.463                                                 |
| 1900                                                  | 1900                                                  |                                                       | 2.355                                                 | 2.355                                                 |
| 1910                                                  | 1910                                                  |                                                       | 2.312                                                 | 2.312                                                 |
| 1923                                                  | 1923                                                  |                                                       | 2.088                                                 | 2.088                                                 |
| 1934                                                  | 1934                                                  |                                                       | 2.114                                                 | 2.114                                                 |
| 1939                                                  | 1939                                                  |                                                       | 2.054                                                 | 2.054                                                 |
| 1951                                                  | 1951                                                  |                                                       | 2.002                                                 | 2.002                                                 |
| 1961                                                  | 1961                                                  |                                                       | 1.868                                                 | 1.868                                                 |
| 1971                                                  | 1971                                                  |                                                       | 1.859                                                 | 1.859                                                 |
| 1981                                                  | 1981                                                  |                                                       | 1.685                                                 | 1.685                                                 |
| 1991                                                  | 1991                                                  |                                                       | 1.520                                                 | 1.520                                                 |
| 2001                                                  | 2001                                                  |                                                       | 1.473                                                 | 1.473                                                 |
| 2011                                                  | 2011                                                  |                                                       | 1.374                                                 | 1.374                                                 |
| 2021                                                  | 2021                                                  |                                                       | 1.281                                                 | 1.281                                                 |
| 2025                                                  | 2025                                                  |                                                       | 1.254                                                 | 1.254                                                 |
| Quelle(n): Statistik Austria, Gebietsstand 1.1.2021   |                                                       |                                                       |                                                       |                                                       |

## Kultur und Sehenswürdigkeiten

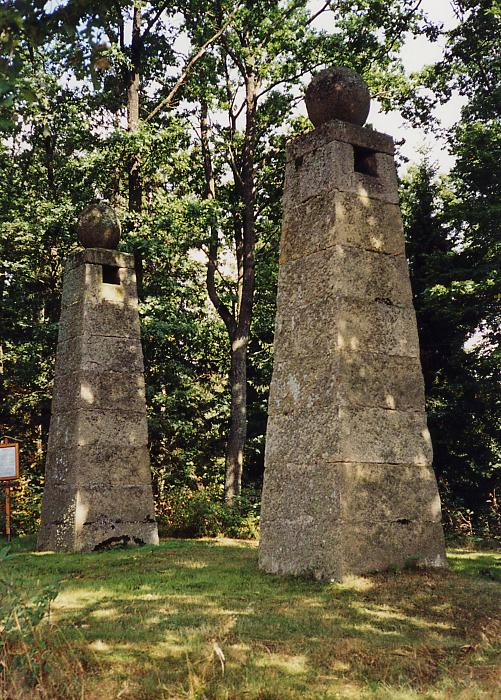
Der ehemalige Galgen bei Kirchberg am Walde

- Die barocke Pfarrkirche Kirchberg am Walde, dem hl. Johannes dem Täufer geweiht, wurde von 1709 bis 1713 errichtet.
- Die barocke Pfarrkirche Süßenbach, 1840/1841 erbaut, integrierte mit zwei kurzen Querarmen Teile des Langhauses der Vorgängerkirche.
- Die Pfarrkirche Weißenalbern steht neben der Feste Rauhenstein.
- An der Straße nach Hirschbach befindet sich die sogenannte Rote Kapelle, die 1659 erbaut wurde.
- Das barock-frühklassizistische, im Kern mittelalterliche Schloss befindet sich auf einer Geländestufe im Süden des Ortes.
- Ehemaliges Allerheiligen-Hospital: Von 1715 bis 1719 wurde das ehemalige Allerheiligen-Hospital als Stiftung des Grafen Kuefstein erbaut. Es befindet sich westlich des Hauptplatzes und diente der Aufnahme von Pfründnern. Die kreuzförmige Anlage hat mittig den Chorturm der eingebundenen Spitalskirche. Bemerkenswert ist auch die spätgotische Zwillingswendeltreppe, welche vermutlich in einer mittelalterlichen Schlossanlage abgetragen und hierher übertragen wurde.
- Am Stadtplatz befindet sich der ehemalige Pranger mit bekrönender Justitia-Figur, bezeichnet mit 1714.
- Außerhalb von Kirchberg, auf halbem Weg an der Straße vom Ort Kirchberg am Walde nach Ullrichs, befindet sich einer der am besten erhaltenen Galgen Österreichs (bezeichnet 1743).[14][15]

## Wirtschaft und Infrastruktur
In der Gemeinde gibt es 83 land- und forstwirtschaftliche Betriebe, davon sind 47 Haupterwerbsbetriebe (Stand 2010). Im Produktionssektor beschäftigen 13 Betriebe 56 Arbeitnehmer, davon sind 40 mit der Herstellung von Waren und 15 im Bau beschäftigt. Im Dienstleistungssektor arbeiten 145 Personen in 45 Betrieben. Die drei Sparten soziale und öffentliche Dienste, Handel und Beherbergung und Gastronomie beschäftigen die meisten Menschen (Stand 2011). Einzeln und verlinkt sind sie auf der Gemeindehomepage angeführt.

### Verkehr
- Straße: Kirchberg am Walde ist der Knotenpunkt der Landesstraßen L65, L66 und L68.

### Gesundheit
In der Gemeinde ordinieren ein praktischer Arzt, ein Orthopäde, ein Internist und ein Zahnarzt.

### Bildung
In Kirchberg am Walde gibt es einen Kindergarten und eine Volksschule.

## Politik

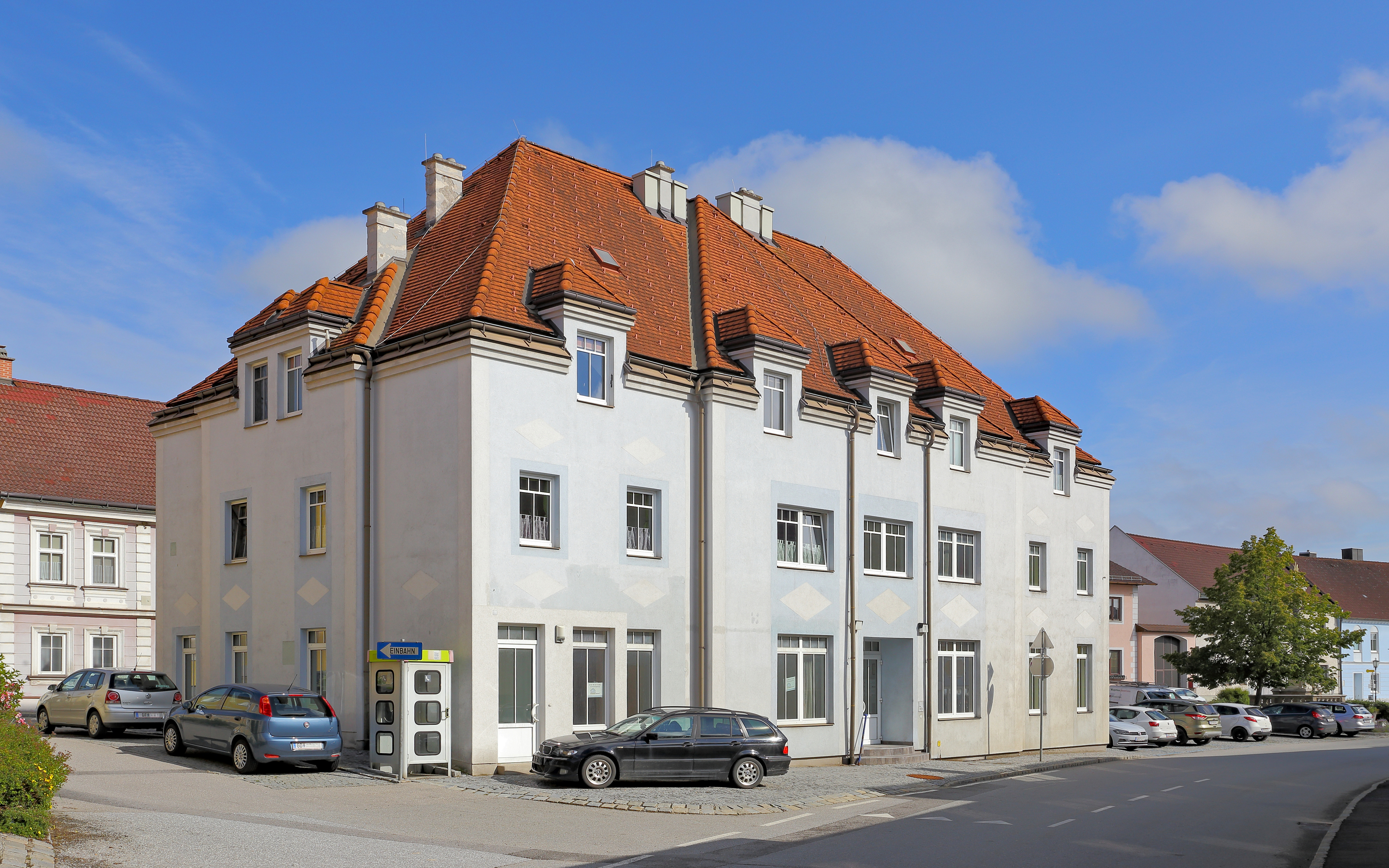
Gemeindeamt

### Gemeinderat
Der Gemeinderat hat 19 Mitglieder.
- Nach den Gemeinderatswahlen in Niederösterreich 1990 hatte der Gemeinderat folgende Verteilung: 12 ÖVP, 6 SPÖ und 1 FPÖ.
- Nach den Gemeinderatswahlen in Niederösterreich 1995 hatte der Gemeinderat folgende Verteilung: 9 ÖVP, 5 SPÖ, 4 BGL-Bürgerliste und 1 FPÖ.[22]
- Nach den Gemeinderatswahlen in Niederösterreich 2000 hatte der Gemeinderat folgende Verteilung: 10 ÖVP, 4 SPÖ, 4 BGL-Bürgerliste und 1 FPÖ.[23]
- Nach den Gemeinderatswahlen in Niederösterreich 2005 hatte der Gemeinderat folgende Verteilung: 10 ÖVP, 5 SPÖ und 4 BGL-Bürgerliste.[24]
- Nach den Gemeinderatswahlen in Niederösterreich 2010 hatte der Gemeinderat folgende Verteilung: 13 ÖVP, 4 SPÖ und 2 FPÖ.[25]
- Nach den Gemeinderatswahlen in Niederösterreich 2015 hatte der Gemeinderat folgende Verteilung: 11 ÖVP, 6 SPÖ, 1 Wir Für Kirchberg (WFK) und 1 FPÖ.[26]
- Nach den Gemeinderatswahlen in Niederösterreich 2020 hatte der Gemeinderat folgende Verteilung: 13 ÖVP, 4 SPÖ, 1 Wir Für Kirchberg (WFK) und 1 FPÖ.[27]
- Nach den Gemeinderatswahlen in Niederösterreich 2025 hat der Gemeinderat folgende Verteilung: 11 ÖVP, 3 SPÖ, 3 Wir Für Kirchberg (WFK) und 2 FPÖ.[28]

### Bürgermeister
- bis 2010 Erwin Lintner (ÖVP)
- 2010–2013 Roland Benischek (ÖVP)
- 2013–2015 Johann Panagl (ÖVP)
- seit 2015 Karl Schützenhofer (ÖVP)

### Wappen
Anlässlich der Eröffnung des Landeskindergartens Kirchberg am Sonntag, 27. Juni 1982, erfolgte die Überreichung des neuen Marktwappens an die Gemeinde durch Landeshauptmann Siegfried Ludwig. Die Niederösterreichische Landesregierung hat in ihrer Sitzung vom 2. Oktober 1979 über Ersuchen des Bürgermeisters der Marktgemeinde Kirchberg am Walde das Recht zur Führung des nachstehend beschriebenen Marktwappens bestätigt und neu verliehen: „Ein über grünem Grund gespaltener Schild, vorne in Blau eine naturfarbene Kirche mit rotem Dach und ebensolchem Turm, hinten in Silber drei naturfarbene Laubbäume, von denen der mittlere die beiden äußeren überragt“. Die aus diesem Marktwappen abzuleitenden Farben der Marktfahne sind „Blau-Weiß-Grün“. Die Verleihung dieses Marktwappens erfolgte als Bestätigung des bisher ohne nachweisliche Berechtigung genützten Wappen- und Siegelrechtes und in Anerkennung und Würdigung des Auf- und Ausbaues der kommunalen Einrichtungen, weiters zum Gedenken an die 1966 erfolgte Vereinigung der Marktgemeinde Kirchberg am Walde und der Gemeinden Hollenstein, Fromberg und Ullrichs zur Marktgemeinde Kirchberg am Walde. (Verliehen und gesiegelt im Nö. Landhaus zu Wien am 27. Juni 1982)

## Persönlichkeiten

### Söhne und Töchter der Gemeinde
- Johann Michael Weinkopf (1780–1862), Sänger und Schauspieler
- Thomas Steininger (1817–1872), Gerichtsschreiber, Sekretär, Sparkassendirektor und Politiker
- Robert Hamerling (1830–1889), Gymnasiallehrer, Dichter und Schriftsteller
- Johann Weissenböck (1929–1980), Politiker und Landwirt
- Reinhard Haberfellner (1942–2020), Wirtschafts- und Organisationswissenschaftler